# Salix maerkangensis
Salix maerkangensis är en videväxtart som beskrevs av N. Chao. Salix maerkangensis ingår i släktet viden, och familjen videväxter. Inga underarter finns listade i Catalogue of Life.